# 徑山法欽
徑山法欽禪師（714年—792年），唐代牛頭宗徑山派初祖。俗姓朱。唐代吳郡崑山（今江蘇崑山縣）人，禪宗大師，為鶴林玄素門下，牛頭宗代表人物。唐代宗賜號國一，因此常被尊稱為國一禪師。唐德宗時追謚為大覺禪師。世稱徑山道欽。

## 生平
法欽禪師幼年習儒，勤讀經史，二十八歲入京赴舉途中，在丹徒會見鶴林玄素禪師，決心出家為僧。
他跟隨玄素禪師三年後，出外游訪，順長江而下，至天目山附近的徑山（今浙江餘杭縣），結廬修行，建立徑山寺。
大曆三年（768年），代宗詔請至京，向他學習禪法。手詔賜號國一。

## 師承
- 鶴林玄素

## 弟子
- 道林

- 崇惠

- 廣敷